# Tim Meadows

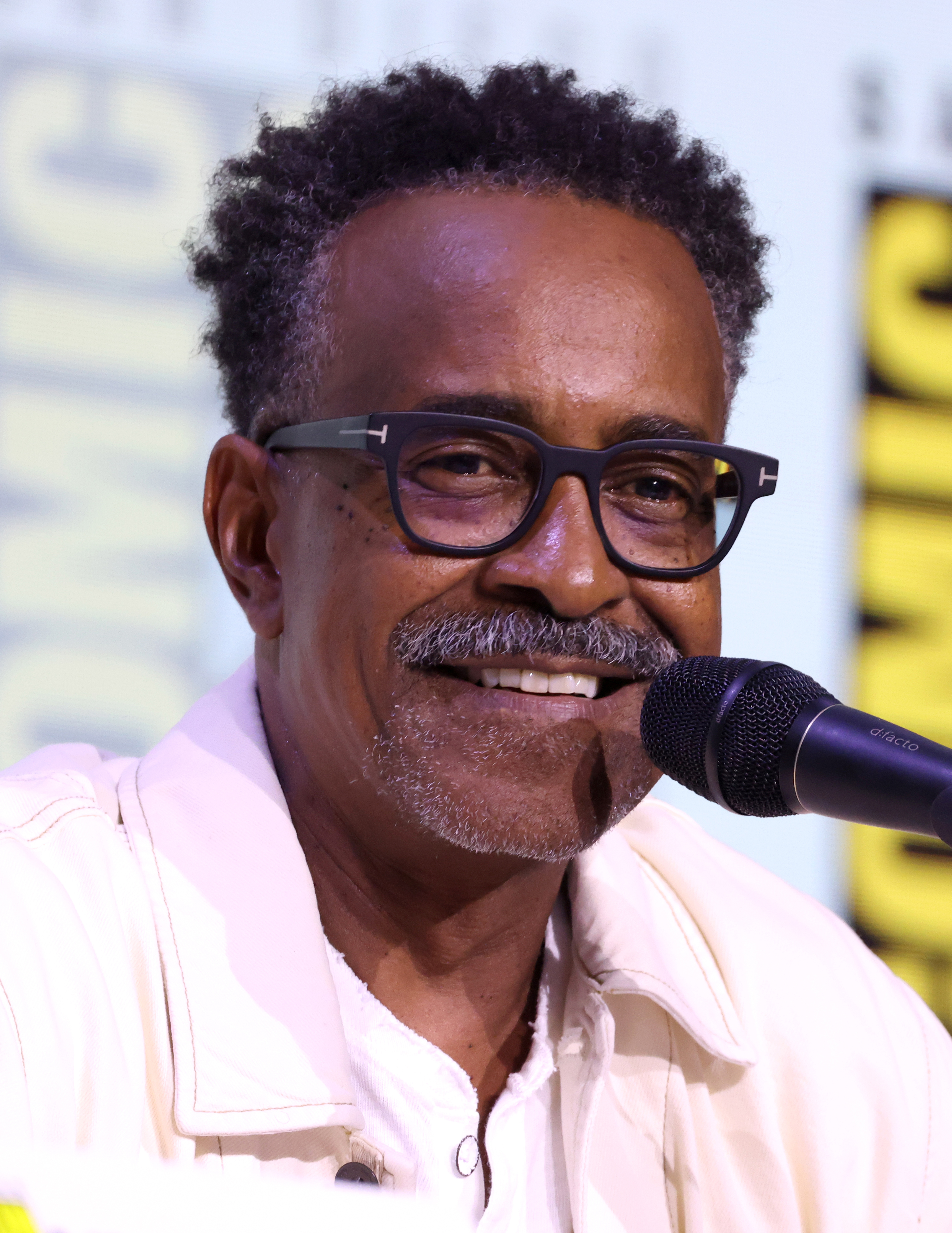
Tim Meadows (2025)

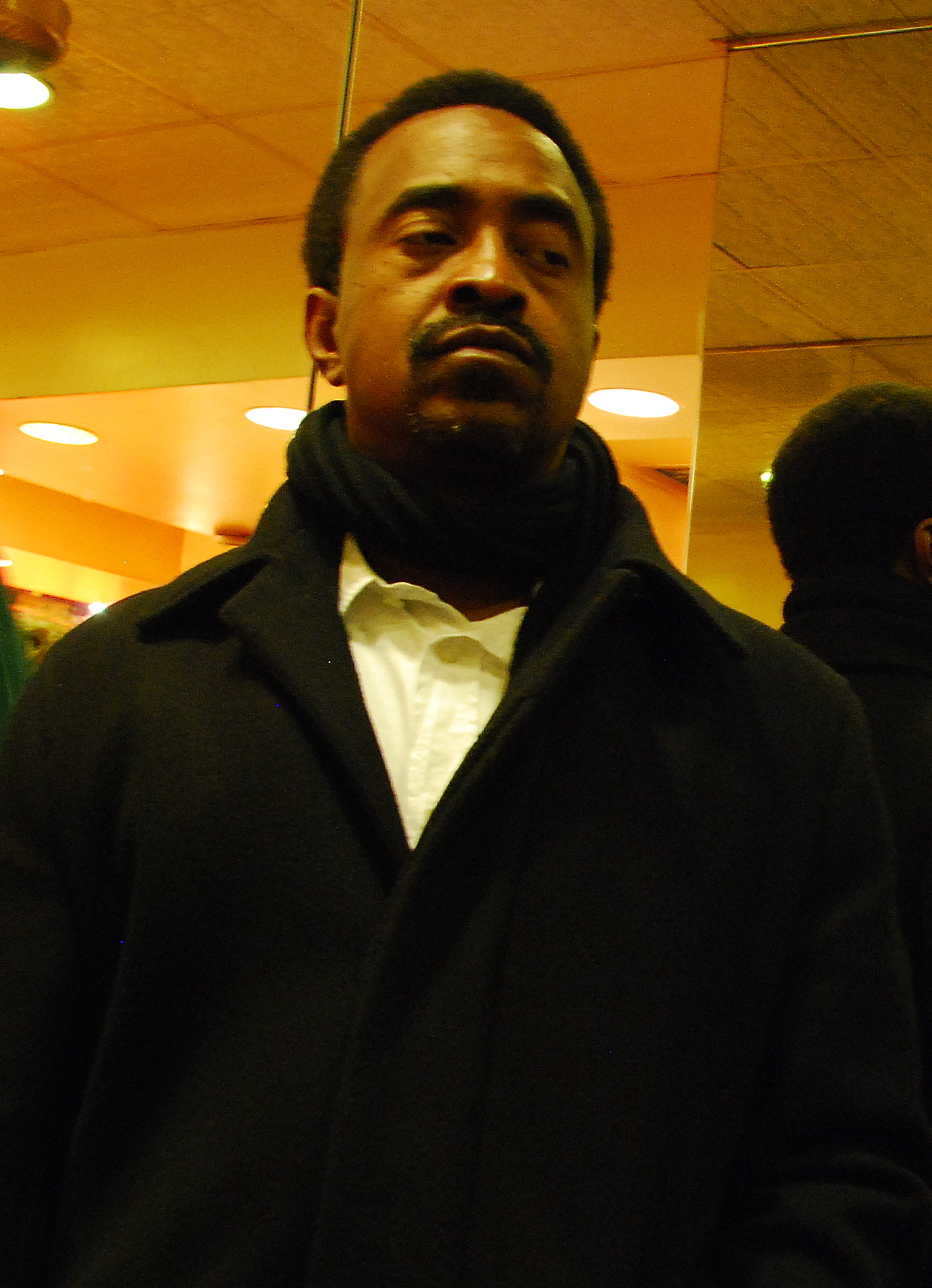
Tim Meadows (2008)

Timothy Meadows (* 5. Februar 1961 in Highland Park, Michigan) ist ein US-amerikanischer Schauspieler und Komiker.

## Leben
Timothy Meadows wurde als Sohn der Krankenschwester Mardell und des Hausmeisters Lathon Meadows geboren. Er studierte Film an der Wayne State University und spielte daraufhin bei der Improvisationstheatergruppe The Second City mit. Er wurde 1991 Mitglied der Fernsehshow Saturday Night Live und blieb dies bis zum Jahr 2000, wodurch er den Rekord als längstes Ensemblemitglied aufstellte. Der Rekord wurde erst 2005 durch Darrell Hammond gebrochen. Während dieser Zeit spielte er in 189 Folgen Parodien von Prominenten wie O. J. Simpson, Michael Jackson, Tiger Woods, Oprah Winfrey und Erykah Badu.
Sein Leinwanddebüt gab Meadows in der 1993 erschienenen und von Stephen Surjik inszenierten Komödie Wayne’s World 2 an der Seite von Mike Myers, Dana Carvey und Tia Carrere, als er Sammy Davis Jr. spielte. Nach seinem Austritt aus Saturday Night Live debütierte Meadows 2000 als Hauptdarsteller in der von Reginald Hudlin inszenierten Filmkomödie The Ladies Man. Allerdings war dem Film weder ein Kritiker- noch ein Kassenerfolg vergönnt, sodass sich Meadows nicht als Hauptdarsteller etablieren konnte und seitdem als Nebendarsteller in Filmen wie Girls Club – Vorsicht bissig!, Walk Hard: Die Dewey Cox Story und Kindsköpfe auftrat.
Meadows war von 1997 bis 2005 mit Michelle Taylor, mit der er zwei gemeinsame Söhne hat, verheiratet.

## Filmografie (Auswahl)

### Film
- 1993: Die Coneheads (Coneheads)
- 1993: Wayne’s World 2
- 1994: Was ist Pat? (It's Pat)
- 2000: The Ladies Man
- 2001: Drei Tage bis Weihnachten (Three Days)
- 2003: Die Stevens schlagen zurück (The Even Stevens Movie)
- 2004: Girls Club – Vorsicht bissig! (Mean Girls)
- 2006: Die Bankdrücker (The Benchwarmers)
- 2007: Deckname Shredderman (Shredderman Rules)
- 2007: Walk Hard: Die Dewey Cox Story
- 2008: Semi-Pro
- 2009: Die Noobs – Klein aber gemein (Aliens in the Attic)
- 2010: Kindsköpfe (Grown Ups)
- 2011: Girls Club 2 – Vorsicht bissig! (Mean Girls 2)
- 2011: Jack und Jill (Jack and Jill)
- 2013: Kindsköpfe 2 (Grown Ups 2)
- 2016: Popstar: Never Stop Never Stopping
- 2023: Dream Scenario
- 2024: Mean Girls – Der Girls Club (Mean Girls)
- 2024: Our Little Secret

### Serien
- 1991–2000: Saturday Night Live (189 Folgen)
- 2006–2012: The Late Late Show with Craig Ferguson (32 Folgen)
- 2007–2008: Lil' Bush: Resident of the United States (11 Folgen)
- 2007–2009: The Bill Engvall Show (23 Folgen)
- 2010–2011: Glory Daze (10 Folgen)
- 2012–2013: Bob’s Burgers (5 Folgen)
- 2012–2013: Mr. Box Office
- 2013–2023: Die Goldbergs (46 Folgen)
- 2017–2021: Brooklyn Nine-Nine (4 Folgen)
- 2019: Miracle Workers (eine Folge)
- 2023: The Mandalorian (Episode 3x05)
- seit 2023: Digman!